# Конте, Джузеппе (политик)
Джузе́ппе Ко́нте (итал. Giuseppe Conte; род. 8 августа 1964, Вольтурара-Аппула, провинция Фоджа, Апулия, Италия) — итальянский государственный и политический деятель. Председатель Совета министров Италии с 1 июня 2018 по 13 февраля 2021 года.
По мнению многих журналистов и политических комментаторов, кабинет министров под руководством Конте является первым популистским правительством в Западной Европе.

## Биография

### Ранние годы
Родился 8 августа 1964 года в Вольтурара-Аппуле. Сын секретаря коммунального совета Николы Конте и учительницы Лиллины Роберти (кроме сына, у них есть ещё дочь Мария Пия). Семья переехала из родного города Джузеппе в Сан-Джованни-Ротондо, и по свидетельству друзей детства мальчик отличался религиозностью, регулярно посещая место упокоения Падре Пио. В школе учился отлично, играл со сверстниками в футбол, зачастую выполняя функции тренера. В 1988 году с отличием окончил Римский университет «Ла Сапьенца», где изучал право, затем стал стипендиатом Национального исследовательского центра.

### Профессиональная карьера
Стажировался в нескольких зарубежных вузах, включая Йельский университет, Сорбонну, Кембриджский университет, Международный институт культуры в Вене и Нью-Йоркский университет. Кроме того, является адвокатом в Верховном кассационном суде, состоит в комиссии по культуре Конфиндустрии. Преподаёт частное право во Флорентийском университете, в Свободном международном университете общественных наук имени Гвидо Карли, в Третьем римском университете, Свободном университете Пресвятой Девы Марии и в университете Сассари.
В 2009 году введён в состав подкомиссии консультантов и экспертов с задачей реформирования правового регулирования проблем управления большими предприятиями в период кризиса. В 2010—2011 годах входил в совет директоров Итальянского космического агентства, в 2012—2015 годах состоял в Финансовом банковском арбитраже. В 2013 году Движение пяти звёзд обратилось к Конте с предложением поддержки для избрания в Совет президиума административной юстиции, но тот отказался, заявив, что не голосовал за Пять звёзд и не поддерживает их программу (в интервью агентству ANSA он сказал, что долгое время симпатизировал левым). Тем не менее, парламент всё же избрал его в указанную саморегулируемую организацию. В феврале 2018 года новый лидер Пяти звёзд Луиджи Ди Майо назвал Джузеппе Конте возможным кандидатом на должность министра государственной службы в случае победы Д5З на будущих парламентских выборах, и на сей раз тот согласился, выразив убеждённость в необходимости упрощения излишне запутанной правовой системы Италии.

### Приход в политику
4 марта 2018 года в Италии состоялись парламентские выборы, по итогам которых ни одна партия или коалиция не получила абсолютного большинства мест ни в одной из палат парламента. Только 20 мая Луиджи Ди Майо и федеральный секретарь Лиги Севера Маттео Сальвини смогли достичь компромисса в вопросе о возможном главе правительства, назвав имя Джузеппе Конте. 21 мая, после новых раздельных консультаций с президентом Маттареллой двух партийных делегаций, Ди Майо объявил прессе, что они предложили главе государства на утверждение кандидатуру Конте.

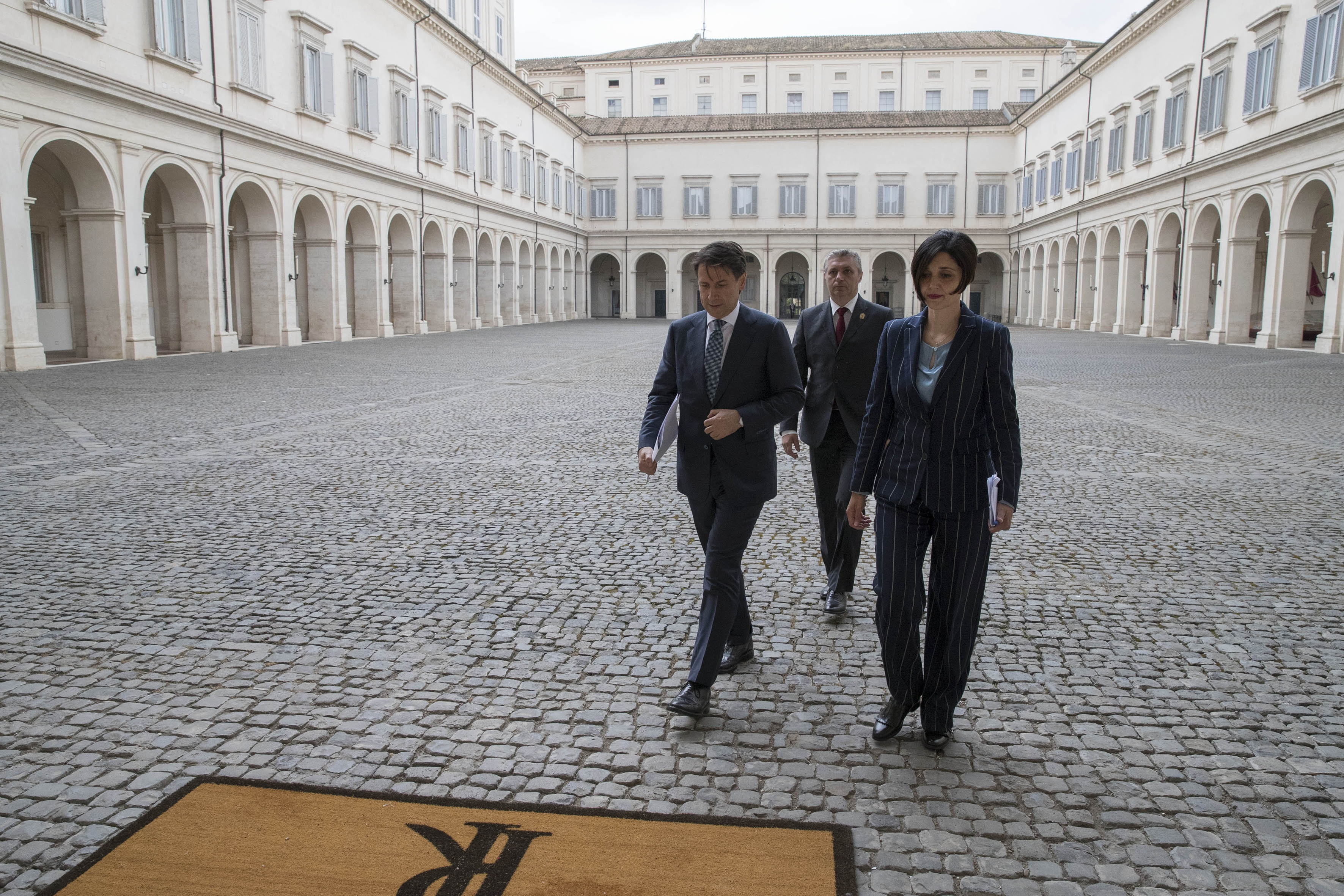
Конте прибывает в Квиринальский дворец
23 мая 2018 года

22 мая итальянская пресса занялась выявлением ошибок в официальной curriculum vitae Конте. В первую очередь возникли вопросы относительно утверждения о стажировке в Нью-Йоркском университете по месяцу каждое лето с 2008 по 2012 год (21 мая 2018 года The New York Times опубликовала заявление официального представителя университета Мишель Цай, что человек по имени Джузеппе Конте не значится в документах вуза ни в качестве студента, ни в качестве преподавателя, но он мог посещать одно- или двухдневные курсы, данные о которых не хранятся в архиве). Пункт о юридической стажировке в Венском международном институте культуры также вызвал сомнения, поскольку это чисто лингвистическое учебное заведение. Наконец, выяснилось, что в 2013 году Конте в качестве адвоката защищал интересы семьи больной девочки и добился для её родителей разрешения на использование непроверенного метода «Стамина», предполагавшего лечение нейродегенеративных заболеваний с применением стволовых клеток (методику разработал профессор Ваннони, впоследствии изгнанный из научного сообщества). Кроме того, Конте указал местом стажировки в 2000 году Сорбонну, не назвав конкретный университет, входящий в её систему. По информации газеты La Repubblica, право преподают в университете Париж 1 Пантеон-Сорбонна, но его сотрудники по состоянию на 22 мая также не нашли в базе данных вуза сведений о Джузеппе Конте. Далее, он утверждал, что летом 1997 года читал в Мальтийском университете лекции о европейском праве в области контрактов и банкинга, но подтверждений этого факта также нет (сотрудники университета предположили, что Конте мог работать в программах Фонда международного образования, с которым сотрудничает Мальтийский университет).
23 мая Маттарелла после личной аудиенции в Квиринальском дворце поручил Конте сформировать правительство, и в этот же день Libero Quotidiano опубликовала документы, доказывающие, по её мнению, наличие у Джузеппе Конте налоговой задолженности в размере более 50 тыс. евро.
Вечером 27 мая 2018 года Конте представил президенту список министров, но Маттарелла категорически не согласился с назначением на должность министра экономики евроскептика Паоло Савона, хотя Ди Майо и Сальвини безапелляционно требовали участия этого экономиста в кабинете. Конте сложил с себя полномочия по формированию нового правительства.
31 мая Ди Майо и Сальвини согласовали компромиссный вариант коалиционного правительства, также с участием Паоло Савона, но теперь в должности министра по связям с Евросоюзом. Карло Коттарелли, занимавшийся формированием нейтрального кабинета, объявил о прекращении консультаций, а Маттарелла согласился с новым составом правительства.

### Первое правительство Конте

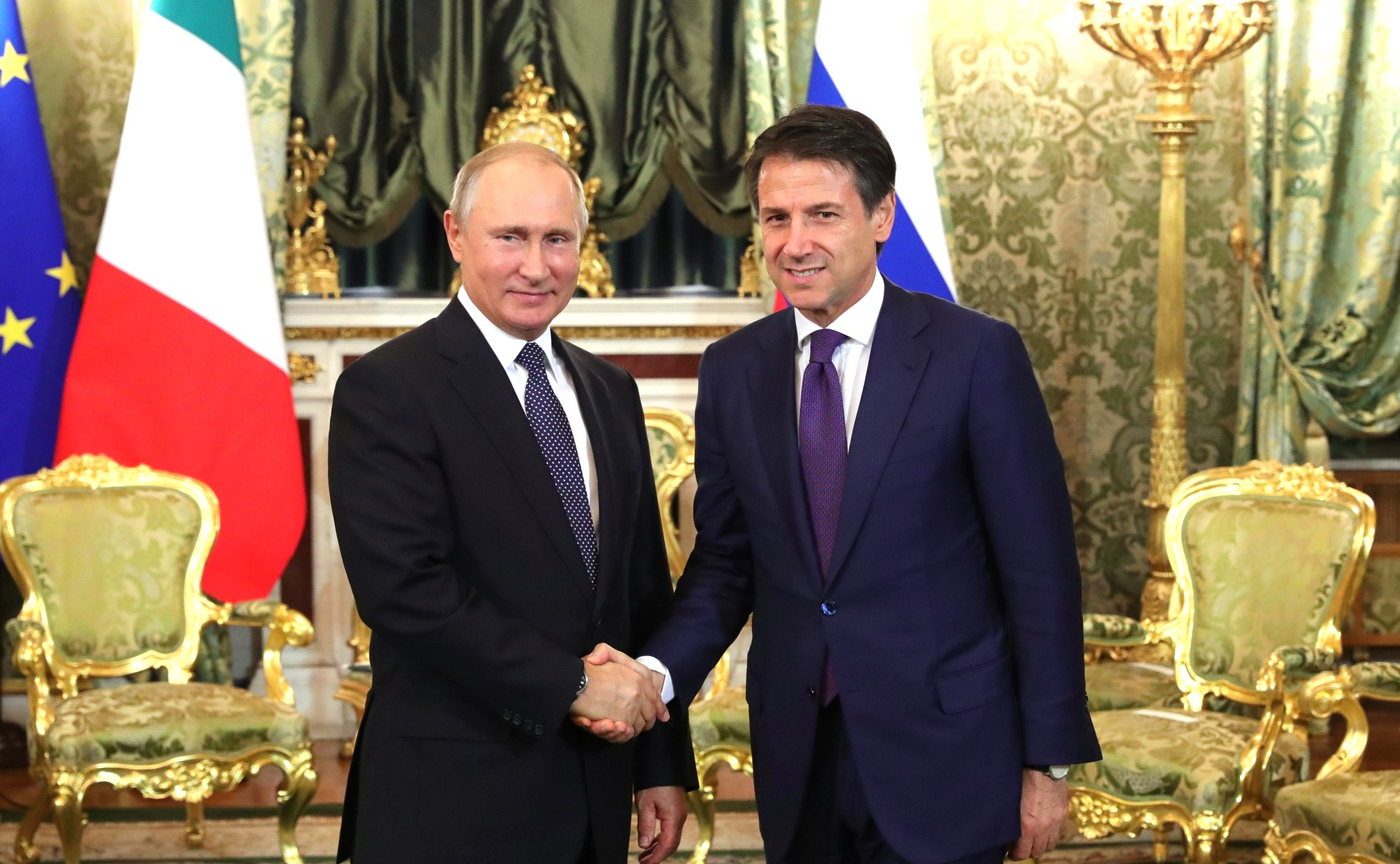
С Президентом России Владимиром Путиным
Москва, Кремль, 24 октября 2018 года

1 июня 2018 года президент утвердил состав Кабинета во главе с Конте, а члены правительства принесли присягу и вступили в должность.
8—9 июня 2018 года Конте принял участие в канадском саммите «большой семёрки», где изначально привлёк к себе внимание, единственным из всех европейских участников поддержав заявление президента США Трампа о необходимости возобновления формата «большой восьмёрки» с участием России. Однако, по мнению прессы, в дальнейшем он своими действиями опроверг опасения, что Италия окажется в союзе с США против Европы в намечающемся торговом конфликте.
29 июня 2018 года на первом саммите Евросоюза с участием Конте приняты важные решения об изменении иммиграционной политики, призванные снять нагрузку со стран, первыми принимающих иммигрантов. В частности, достигнуто соглашение об организации миграционных центров за пределами Европы.
8 марта 2019 года ушёл в отставку министр без портфеля по европейским делам Паоло Савона, и Конте стал временно исполнять его обязанности (10 июля 2019 года министром назначен Лоренцо Фонтана).
20 августа 2019 года объявил о своём уходе с поста премьер-министра ввиду правительственного кризиса, начавшегося 8 августа после заявления лидера Лиги Севера Маттео Сальвини о наличии серьёзных разногласий между союзниками и необходимости досрочных выборов.
29 августа президент Маттарелла поручил Конте сформировать ко 2 сентября его второе правительство, основанное теперь на союзе Движения пяти звёзд и Демократической партии.

### Второе правительство Конте

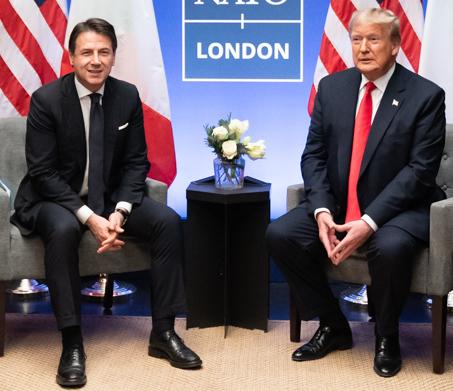
С Президентом США Дональдом Трампом
на саммите стран НАТО в Лондоне по случаю 70-летия блока, 4 декабря 2019 года

4 сентября 2019 года Конте сформировал своё второе правительство, основанное на союзе Д5З с ДП и представил список министров президенту Маттарелле, а
5 сентября новый кабинет принёс присягу в Квиринальском дворце.
30 декабря 2019 года президент Маттарелла принял отставку министра образования, университетов и научных исследований Лоренцо Фьорамонти и назначил Джузеппе Конте временно исполняющим его обязанности.
10 января 2020 года Лучия Адзолина вступила в должность министра школьного образования, а Гаэтано Манфреди — в должность министра университетов и научных исследований (таким образом, Конте перестал исполнять обязанности министра).
14 января 2021 года президент Маттарелла подписал указ об отставках вышедших из кабинета представителей партии Италия Вива и возложил временное исполнение обязанностей министра сельского хозяйства на Джузеппе Конте.
26 января 2021 года по завершении заседания Совета министров Конте прибыл в Квиринальский дворец, подал президенту Маттарелле прошение об отставке и по просьбе главы государства продолжил исполнять свои обязанности до формирования нового кабинета (при этом сохраняется возможность формирования третьего правительства Конте в новой политической конфигурации).
13 февраля 2021 года приведены к присяге министры сформированного правительства Драги, и премьерские полномочия Конте официально прекращены

### Возвращение к преподавательской работе
15 февраля 2021 года ректор Флорентийского университета Луиджи Деи подписал распоряжение о предоставлении Джузеппе Конте его места ординарного профессора на срок, предусмотренный прежним договором на момент ухода Конте из университета в 2018 году.
26 февраля 2021 года в режиме онлайн состоялась первая лекция Конте на юридическом отделении университета, посвящённая осмыслению опыта, полученного им в должности премьер-министра.

### Во главе Движения пяти звёзд
6 августа 2021 года Конте был избран председателем Движения пяти звёзд с результатом онлайн-голосования 92,8 % (4 августа большинство членов Д5З поддержали путём онлайн-голосования на платформе SkyVote предложенные Конте поправки в устав).
В 2022 году был внесён кандидатом в списки голосования за президента Итальянской республики.
7 февраля 2022 года суд Неаполя приостановил действие принятых в 2021 году решений о поправках в устав Движения пяти звёзд и об избрании Конте его председателем на период рассмотрения иска группы несогласных с ними членов Д5З.
28 марта 2022 года были проведены новые выборы лидера Движения — в них приняли участие 59 047 рядовых активистов при общей численности Д5З чуть более 130 тысяч, и 94,19 % проголосовавших поддержали кандидатуру Конте на посту председателя.

## Личная жизнь
Конте разведён с бывшей женой Валентиной Фико, по состоянию на июнь 2018 года находился в близких отношениях с Оливией Паладино, дочерью владельца римского отеля Plaza Чезаре Паладино.